# Репрезентација Швајцарске у хокеју на леду
Хокејашка репрезентација Швајцарске је хокејашки тим Швајцарске и под контролом је Хокејашког савеза Швајцарске. Репрезентација се међународно такмичи од 1909. године.
Хокејашка репрезентација Швајцарске је на Светским првенствима освојила четири сребрне медаље (1935, 2013, 2018 и 2024) и шест бронзане (1930, 1937, 1939, 1950, 1951 и 1953). Са олимпијских игара имају две бронзане медаље (1928 и 1948).

## Историјат
Шајцарска је освојила 1928. године своју прву медаљу. Они су на Олимпијским играма освојили бронзану медаљу. Тридесетих година прошлог века, Швајцарци су на Светском првенству освојили једну сребрну (1935) и три бронзане медаље (1930, 1937 и 1939).
На првим Зимским олимпијским играма након Другог светског рата, Швајцарска је освојила бронзану медаљу. На светском првенству 1950. освојили су бронзану медаљу, а исти успех су поновили и годину дана касније. Трећу бронзану медаљу у четири године, освојили су  1953. године.
Након тога, уследило је 60 година без медаље. То је прекинуто на Светском првенству 2013. године. Швајцарска је  завршила прелиминарни круг без пораза пре него што је изгубила утакмицу за златну медаљу резултатом 5:1 од Шведске. Пет година касније, на Светском првенству након бољег извођења пенала, поново је Шведска савладала репрезентацију Швајцарске.  Своју четврту сребрну медљу, Швајцарци су освојили 2024. године када су поражени у финалу од домаћина Чешке са 2:0.
Репрезентација Швајцарске освојила је још једну сребрну медаљу на Светском првенству у хокеју 2025. године. У финалу одиграном у Стокхолму, Швајцарска је поражена од Сједињених Америчких Држава резултатом 1:0 након продужетка. Иако су пружили чврст отпор и имали неколико добрих прилика, нису успели да постигну гол, а одлучујући погодак примили су у 62. минуту. Најкориснији играч првенства био је Леонардо Ђенони, голман Швајцарске.

## Олимпијске игре
- 1920 − 7. место
- 1924 − 8. место
- 1928 − 3. место
- 1932 − Нису се такмичили
- 1936 − 12. место
- 1948 − 3. место
- 1952 − 5. место
- 1956 − 9. место
- 1960 − Нису се такмичили
- 1964 − 8. место
- 1968 − Нису се такмичили
- 1972 − 10. место
- 1976 − 11. место
- 1980 − Нису се такмичили
- 1984 − Нису се такмичили
- 1988 − 8. место
- 1992 − 10. место
- 1994 − Нису се такмичили
- 1998 − Нису се такмичили
- 2002 − 11. место
- 2006 − 6. место
- 2010 − 8. место
- 2014 − 9. место
- 2018 − 10. место
- 2022 − 8. место
- 2026. – Квалификовали се

## Светско првенство
- 1930 − 3. место
- 1931 − нису учествовали
- 1933 − 5. место
- 1934 − 4. место
- 1935 − 2. место
- 1937 − 3. место
- 1938 − 6. место
- 1939 − 3. место
- 1947 − 4. место
- 1949 − 5. место
- 1950 − 3. место
- 1951 − 3. место
- 1953 − 3. место
- 1954 − 7. место
- 1955 − 8. место
- 1957 − нису учествовали
- 1958 − нису учествовали
- 1959 − 12. место
- 1961 − 11. место (3. место, група Б)
- 1962 − 12. место
- 1963 − 10. место (2. место, група Б)
- 1965 − 10. место (2. место, група Б)
- 1966 − 14. место (6. место, група Б)
- 1967 − 15. место (7. место, група Б)
- 1969 − 16. место (2. место, група Ц)
- 1970 − 12. место (6. место, група Б)
- 1971 − 7. место (1. место, група Б)
- 1972 − 6. место
- 1973 − 13. место (7. место, група Б)
- 1974 − 15. место (1. место, група Ц)
- 1975 − 9. место (3. место, група Б)
- 1976 − 12. место (4. место, група Б)
- 1977 − 13. место (5. место, група Б)
- 1978 − 11. место (3. место, група Б)
- 1979 − 13. место (5. место, група Б)
- 1981 − 11. место (3. место, група Б)
- 1982 − 14. место (6. место, група Б)
- 1983 − 14. место (6. место, група Б)
- 1985 − 10. место (2. место, група Б)
- 1986 − 9. место (1. место, група Б)
- 1987 − 8. место
- 1989 − 12. место (4. место, група Б)
- 1990 − 9. место (1. место, група Б)
- 1991 − 7. место
- 1992 − 4. место
- 1993 − 10. место
- 1994 − 13. место (1. место, група Б)
- 1995 − 12. место
- 1996 − 14. место (2. место, група Б)
- 1997 − 15. место (3. место, група Б)
- 1998 − 4. место
- 1999 − 8. место
- 2000 − 6. место
- 2001 − 9. место
- 2002 − 9. место
- 2003 − 8. место
- 2004 − 8. место
- 2005 − 8. место
- 2006 − 9. место
- 2007 − 8. место
- 2008 − 7. место
- 2009 − 9. место
- 2010 − 5. место
- 2011 − 9. место
- 2012 − 11. место
- 2013 − 2. место
- 2014 − 10. место
- 2015 − 8. место
- 2016 − 11. место
- 2017 − 6. место
- 2018 − 2. место
- 2019 − 8. место
- 2020. − Отказано због Пандемије ковида 19
- 2021 − 6. место
- 2022 − 5. место
- 2023 − 5. место
- 2024 − 2. место
- 2025 − 2. место